# Parafia św. Wojciecha w Enfield
Parafia św. Wojciecha w Enfield (ang.) St. Adalbert's Parish) – parafia rzymskokatolicka położona w Enfield w stanie Connecticut w Stanach Zjednoczonych.
Jest jedną z wielu etnicznych, polonijnych parafii rzymskokatolickich w Nowej Anglii.
Nazwa parafii jest związana z patronem św. Wojciechem.
Ustanowiona w 1915 roku.

## Historia
1 września 1907, biskup Hartford Michael Tierney uczynił ks. Paula W. Piechockiego odpowiedzialnym za polskich imigrantów w swojej diecezji. Biskup John Joseph Nilan powołał parafię św. Wojciecha 17 stycznia 1915, a ks. Stanisław Federkiewicz został mianowany pierwszym proboszczem. Pierwsza Msza św. była celebrowana w niedokończonym podziemiu kościoła na Boże Narodzenie 1915 roku. Dolna część kościoła została poświęcona 7 maja 1916 a ukończony kościół parafii św. Wojciecha został poświęcony przez biskupa Maurice F. McAuliffe 8 lipca 1928.
W 2017 roku parafia Świętego Wojciecha połączyła się z parafią St. Patrick w Enfield, tworząc parafię St. Raymond of Penafort. Oba budynki kościelne pozostają otwarte dla regularnych nabożeństw w ramach skonsolidowanej parafii.